# Staffan Söderberg
Staffan Söderberg, född 17 maj 1966, har varit förbundskapten för det kvinnliga landslaget i gymnastik sedan 1995. Han har varit chefstränare i Stockholm Top Gymnastics sedan 1992 och tränare för Veronica Wagner.
Tidigare arbetade Söderberg som musikalartist och dansade bland annat i Annie Get Your Gun på Chinateatern. Han deltog även tillsammans med Lena Philipsson i Agent 006 på Hamburger Börs. Vidare har Söderberg medverkat i Operans uppsättning av Malin på Historiska museet, i Elvira Madigan på Malmö Stadsteater och i After Darks 20-årsjubileum på Hamburger Börs. Han har även varit med i Melodifestivalen 1996 samt 1999. Han koreograferade öppningsnumret på den första Idrottsgalan i Globen år 2000.

### Fotnoter
1. ↑  http://www.mynewsdesk.com/se/gymnastikforbundet/pressreleases/tvaa-svenskar-nu-bland-vaerldens-topptraenare-i-gymnastik-staffan-soederberg-och-niklas-heckscher-172711